# Llista de peixos de l'illa de Pasqua

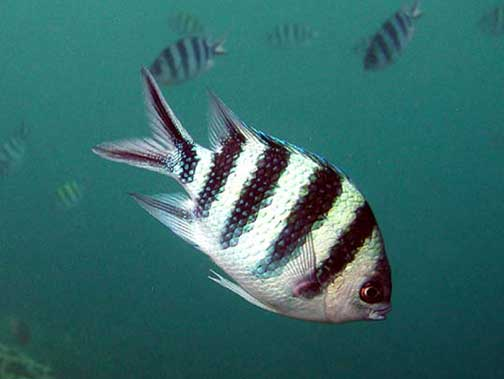
Abudefduf sexfasciatus

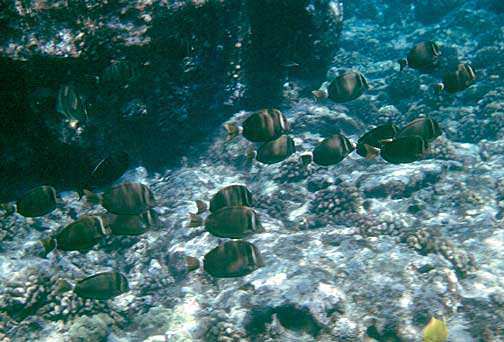
Acanthurus leucopareius

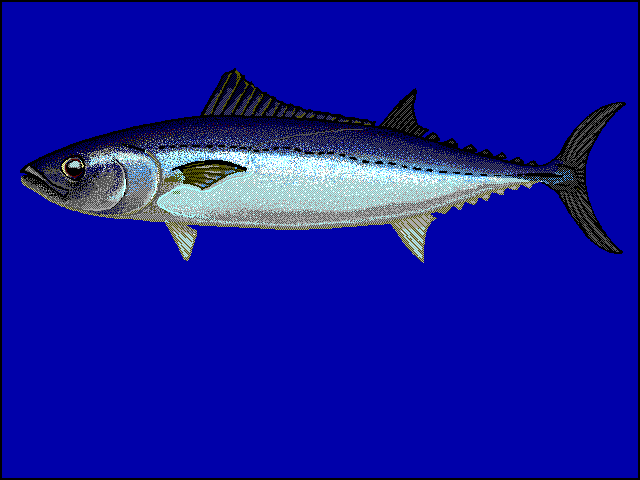
Allothunnus fallai

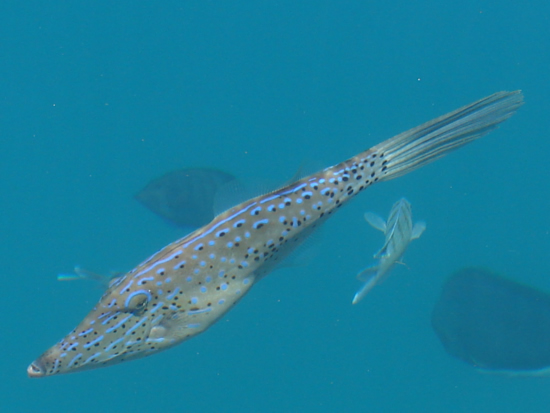
Aluterus scriptus

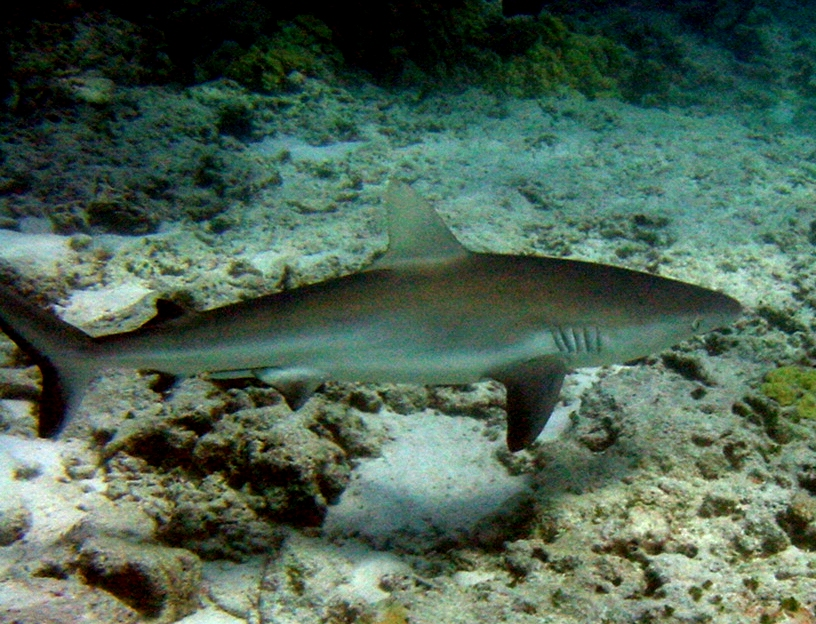
Carcharhinus galapagensis

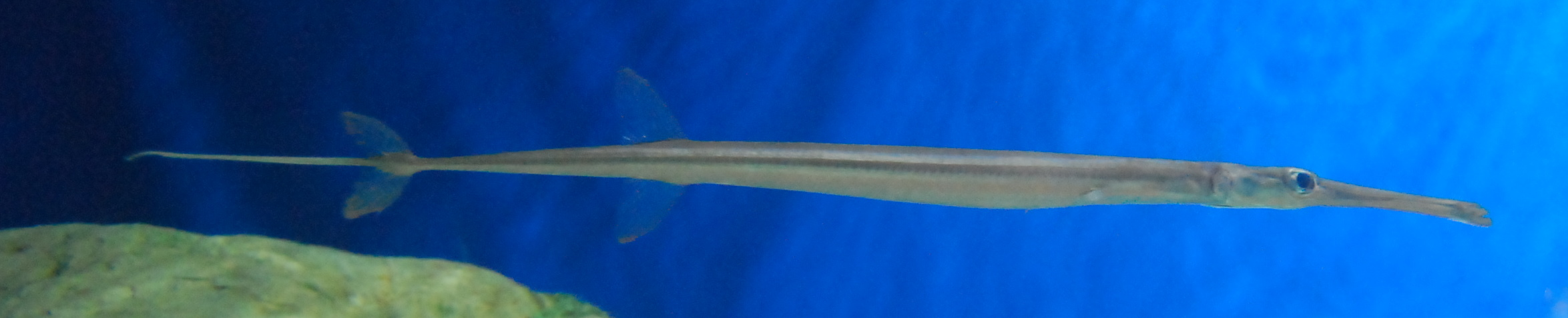
Fistularia commersonii

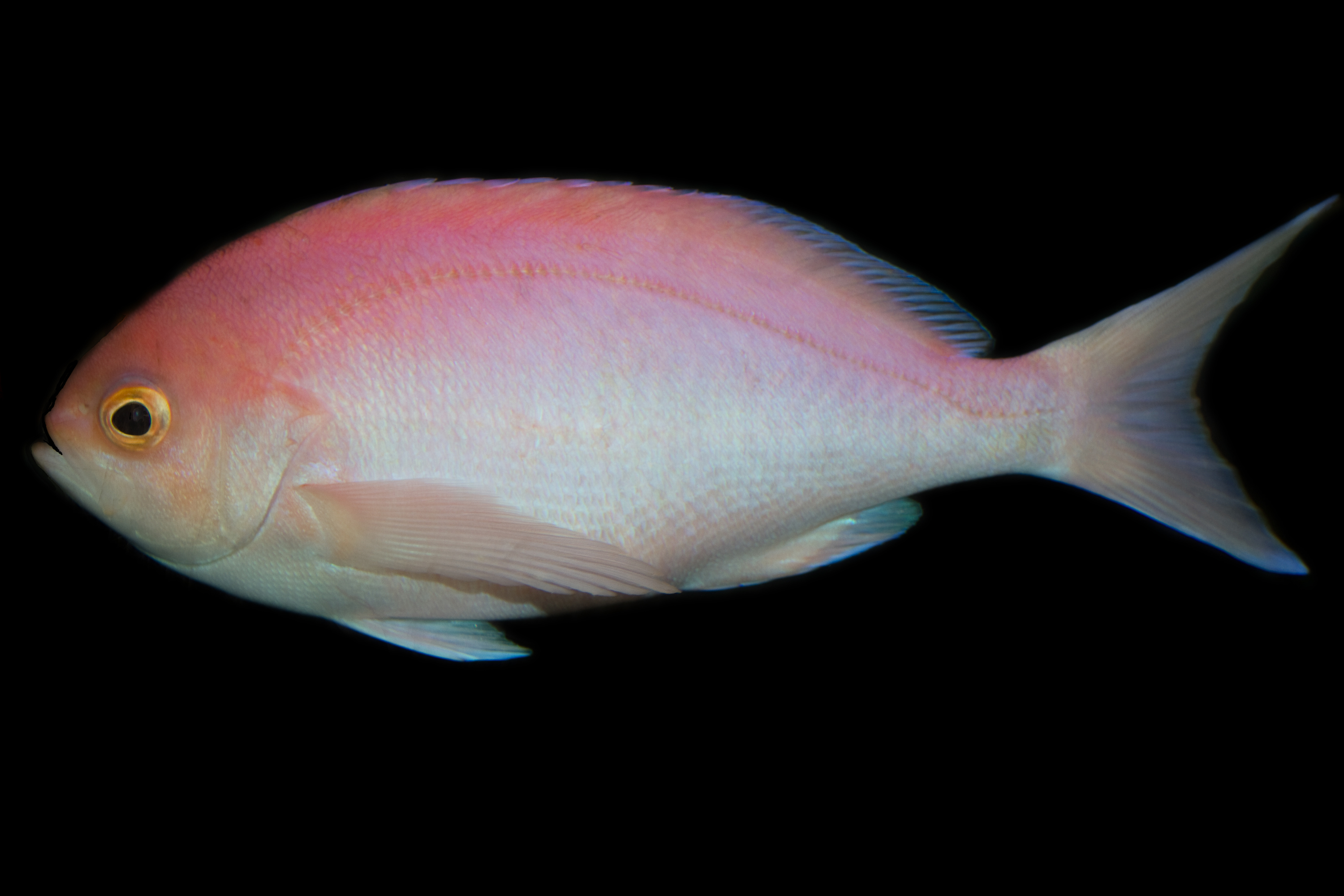
Caprodon longimanus

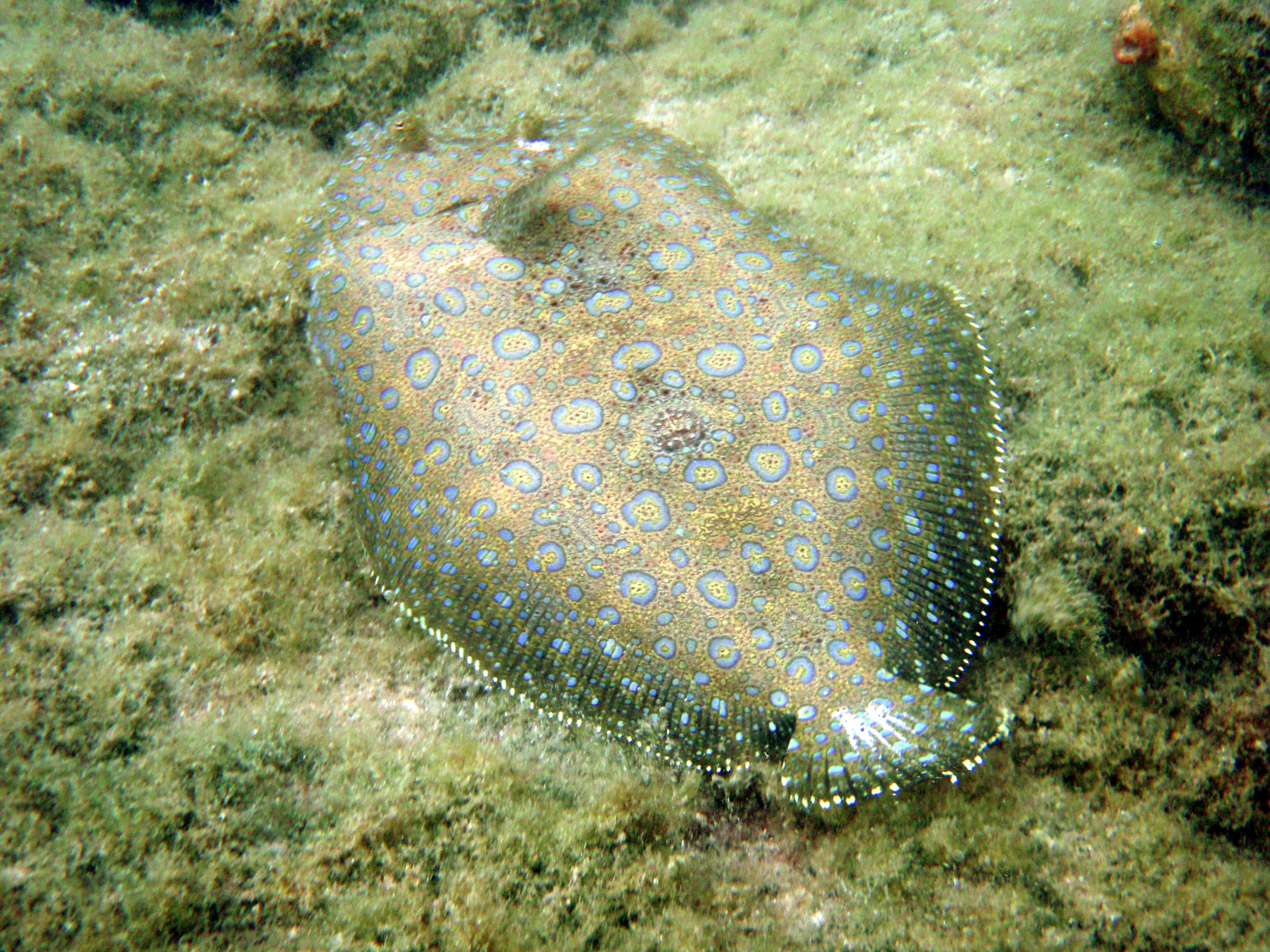
Bothus mancus

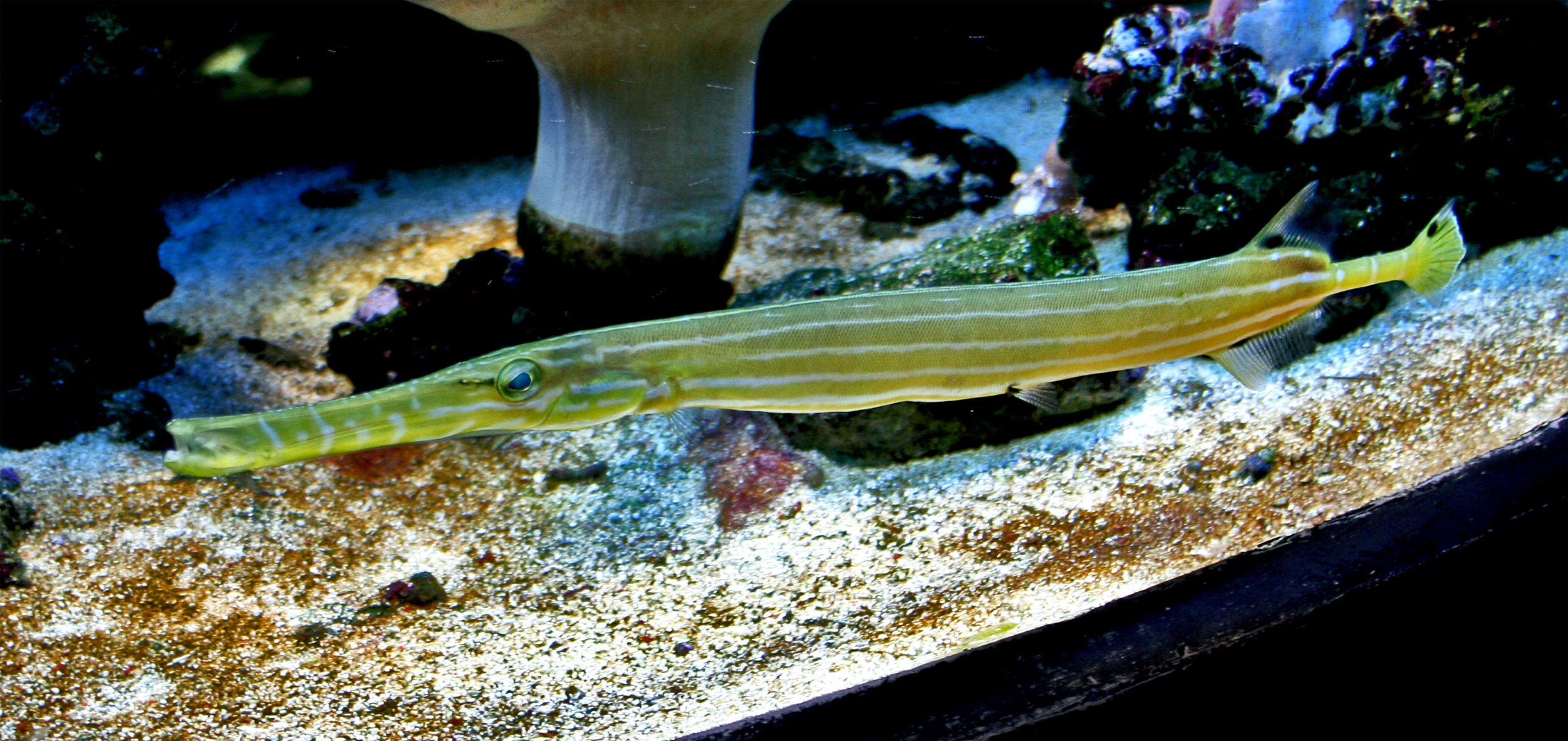
Aulostomus chinensis

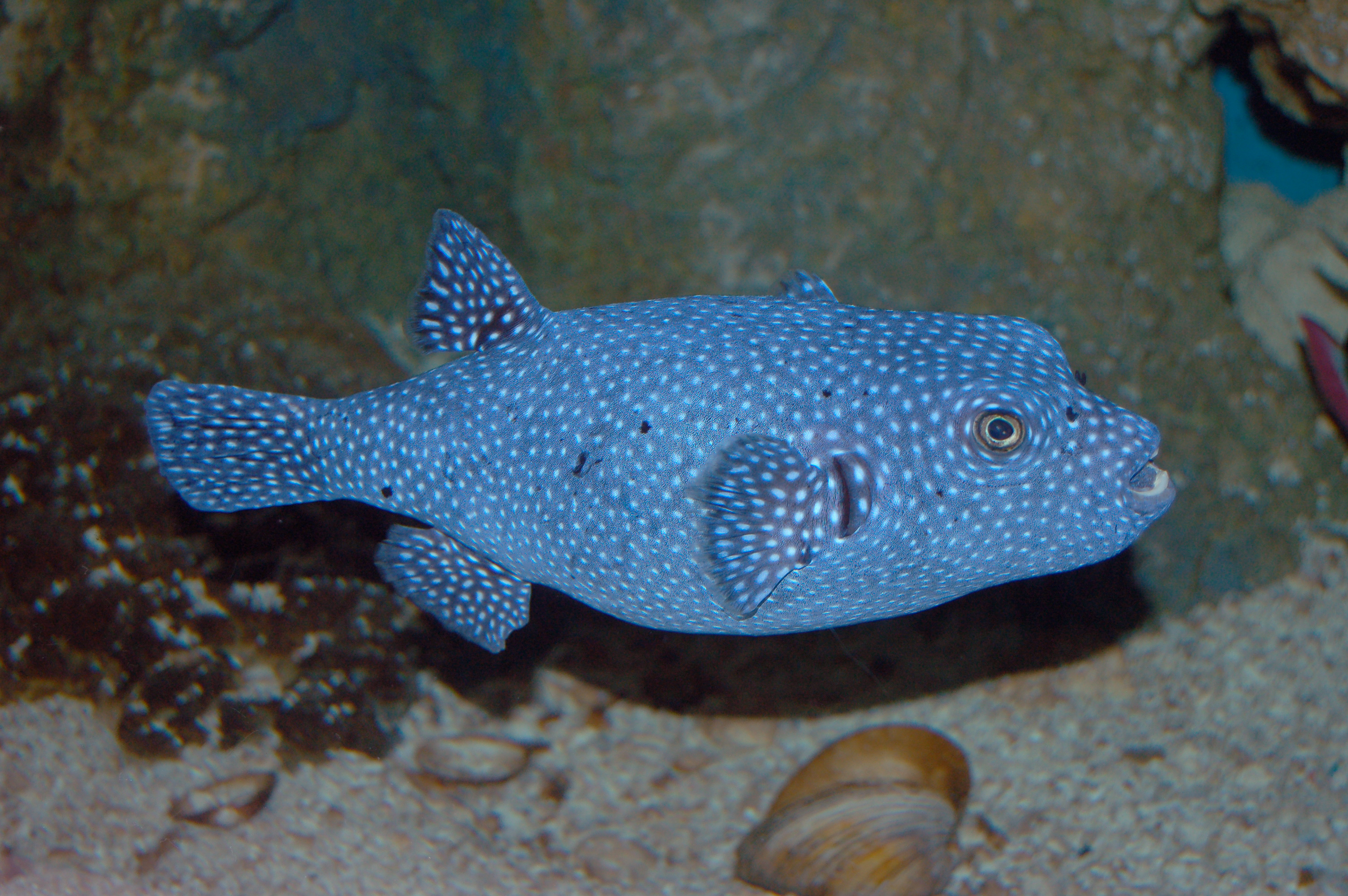
Arothron meleagris

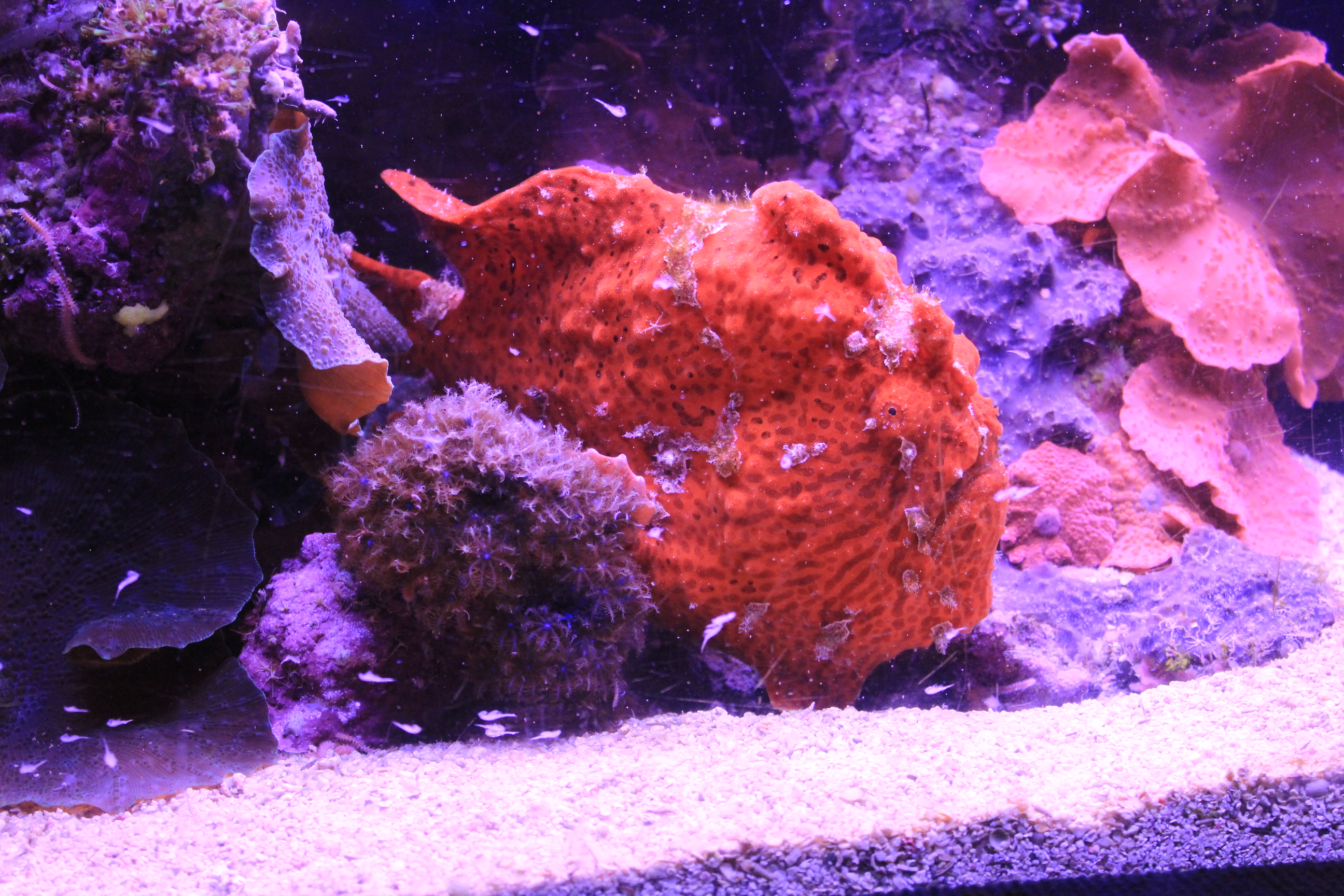
Antennarius coccineus

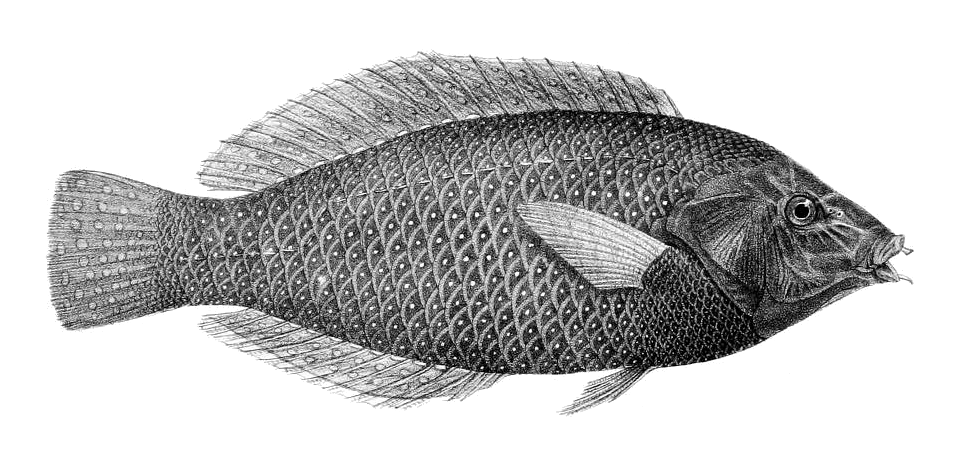
Anampses caeruleopunctatus

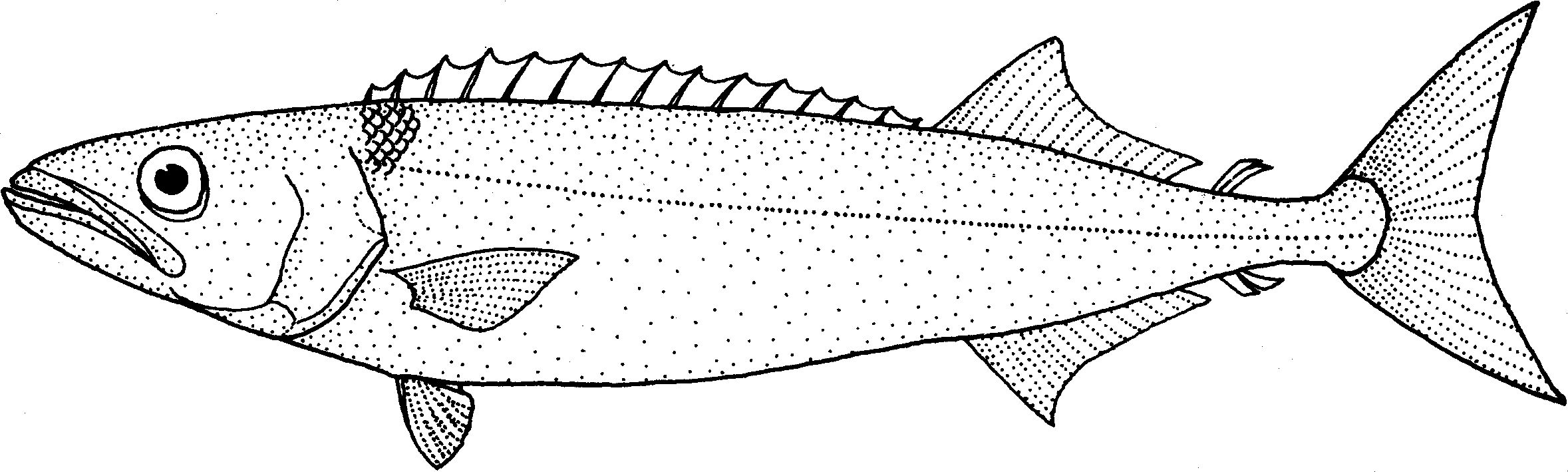
Ruvettus pretiosus

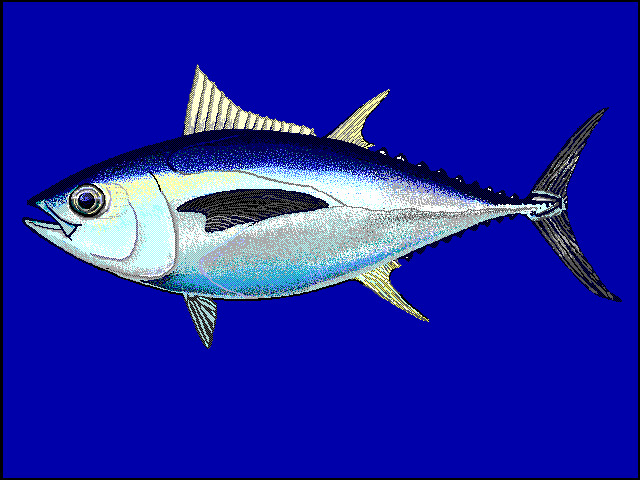
Tonyina d'ulls grossos (Thunnus obesus)

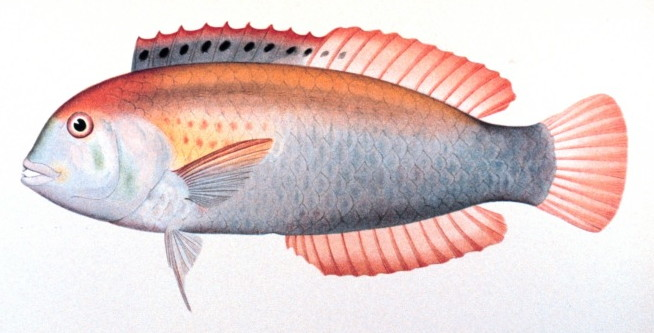
Xyrichtys woodi

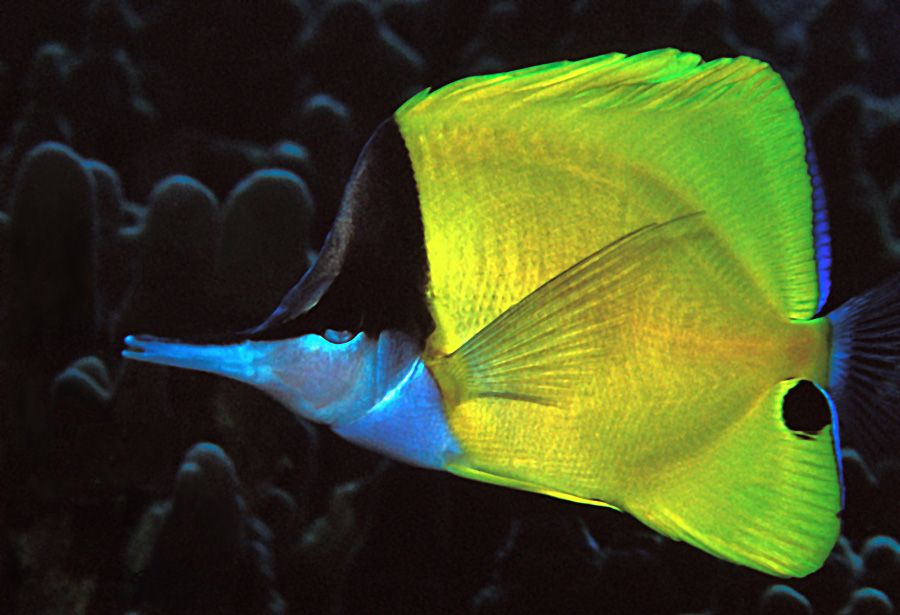
Forcipiger flavissimus

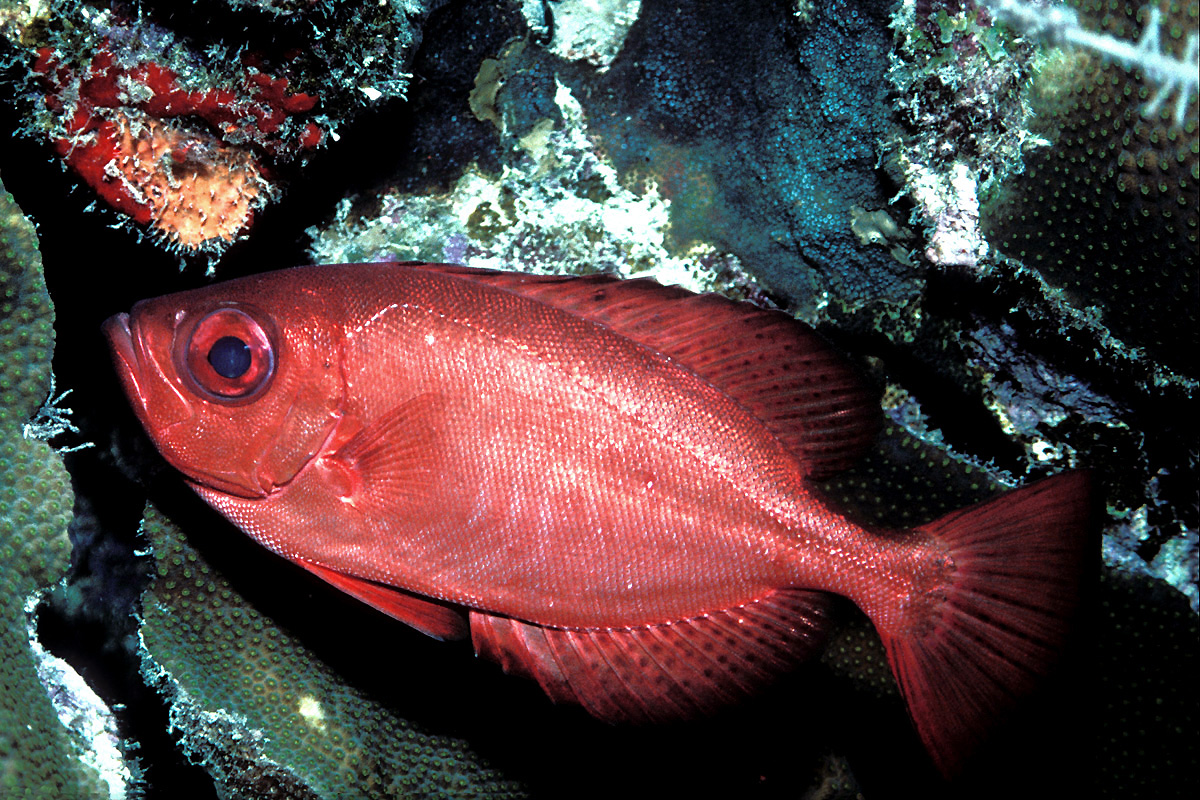
Heteropriacanthus cruentatus

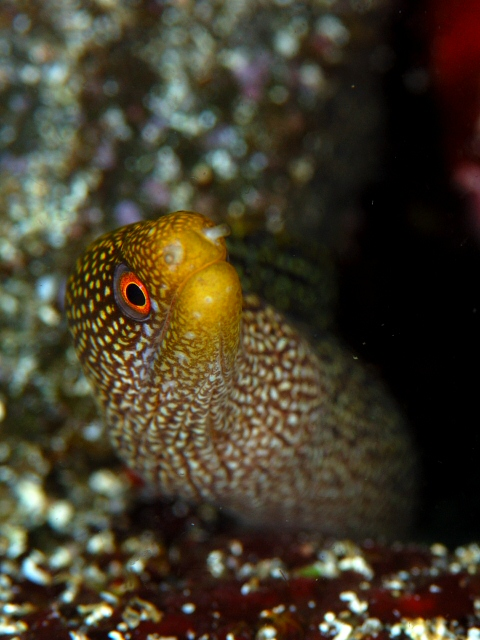
Gymnothorax eurostus

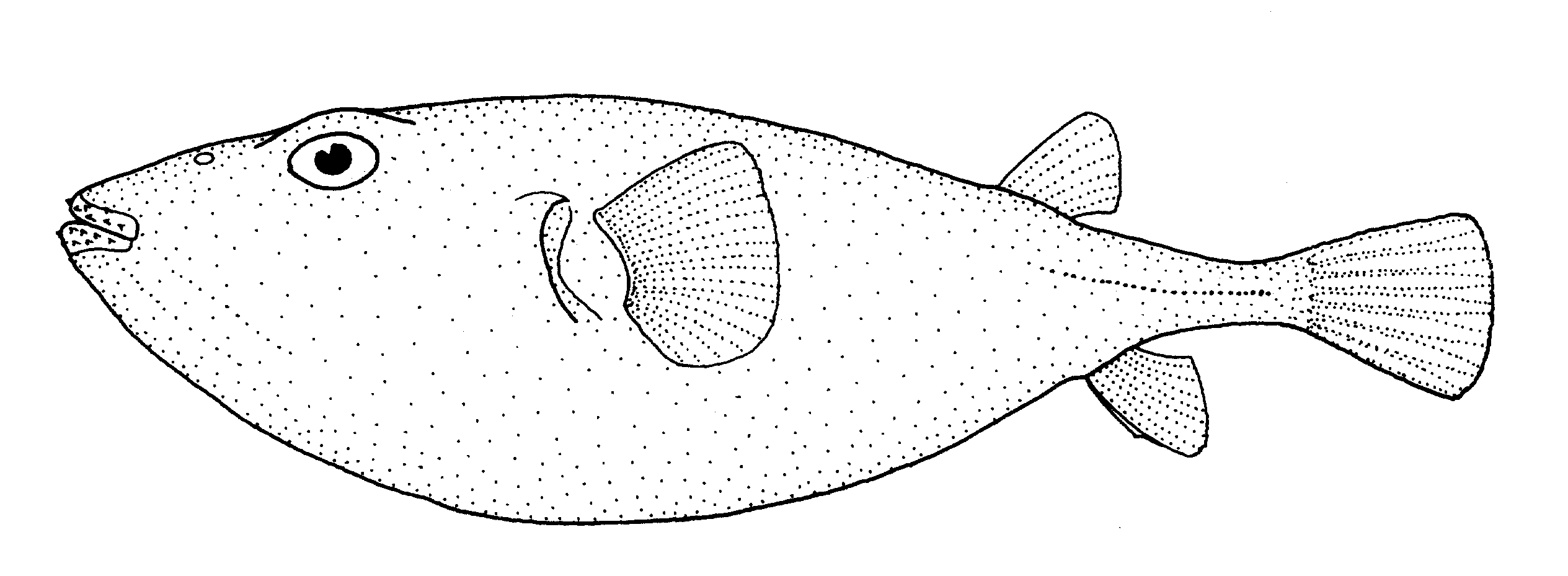
Sphoeroides pachygaster

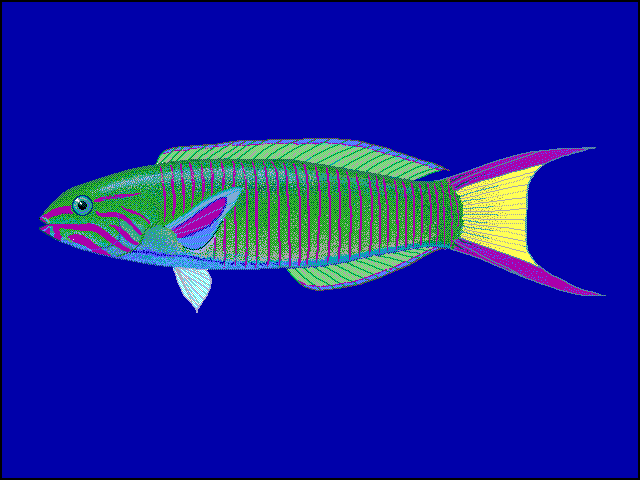
Thalassoma lutescens

Aquesta llista de peixos de l'illa de Pasqua -incompleta- inclou 140 espècies de peixos que es poden trobar a l'illa de Pasqua ordenades per l'ordre alfabètic de llur nom científic.

## A
- Abudefduf sexfasciatus
- Acanthistius fuscus
- Acanthurus leucopareius
- Acanthurus triostegus
- Allothunnus fallai
- Aluterus scriptus
- Amphichaetodon melbae
- Anampses caeruleopunctatus
- Anampses elegans
- Anampses femininus
- Anampses melanurus
- Anarchias seychellensis
- Antennarius analis
- Antennarius coccineus
- Antennarius dorehensis
- Antennarius nummifer
- Antennarius randalli
- Apogon chalcius
- Apogon coccineus
- Apogon crassiceps
- Apogon kautamea
- Apogon rubrifuscus
- Apogon talboti
- Apterichtus australis
- Arothron meleagris
- Aseraggodes bahamondei
- Assurger anzac
- Aulostomus chinensis

## B
- Bathystethus orientale
- Benthodesmus elongatus
- Bodianus vulpinus
- Bothus mancus

## C
- Cantherhines rapanui[1]
- Cantherhines tiki
- Canthigaster cyanetron[2]
- Caprodon longimanus
- Carangoides equula
- Carcharhinus amblyrhynchos
- Carcharhinus galapagensis
- Centropyge flavissima
- Centropyge hotumatua
- Chaetodon litus
- Chaetodon mertensii
- Chaetodon smithi
- Chanos chanos
- Cheilio inermis
- Cheilopogon rapanouiensis
- Cheilopogon simus
- Chilomycterus affinis
- Chilomycterus reticulatus
- Chromis agilis
- Chromis randalli
- Chrysiptera rapanui
- Cirripectes alboapicalis
- Conger cinereus
- Coris debueni
- Cosmocampus howensis
- Crystallodytes pauciradiatus[3]

## D
- Decapterus muroadsi
- Diodon holocanthus
- Diodon hystrix
- Diplospinus multistriatus

## E
- Elagatis bipinnulata
- Emmelichthys karnellai
- Enchelycore ramosa
- Engyprosopon arenicola
- Engyprosopon regani
- Entomacrodus chapmani
- Entomacrodus niuafoouensis
- Euprotomicrus bispinatus

## F
- Fistularia commersonii
- Forcipiger flavissimus

## G
- Gempylus serpens
- Girella nebulosa
- Gnatholepis pascuensis
- Goniistius plessisi
- Gymnothorax australicola
- Gymnothorax bathyphilus
- Gymnothorax eurostus
- Gymnothorax nasuta

## H
- Heteropriacanthus cruentatus
- Hyporhamphus acutus acutus

## I
- Ichthyapus vulturis
- Isistius brasiliensis
- Istiophorus platypterus
- Itycirrhitus wilhelmi

## K
- Kelloggella disalvoi
- Kelloggella oligolepis
- Kuhlia nutabunda

## L
- Lactoria diaphana
- Lactoria paschae
- Lepidocybium flavobrunneum
- Leptoscarus vaigiensis

## M
- Moringua ferruginea
- Mulloidichthys vanicolensis
- Myripristis tiki

## N
- Nealotus tripes

## O
- Ophidion exul

## P
- Parapristipomoides squamimaxillaris
- Parupeneus orientalis
- Pascua caudilinea[4]
- Plectranthias parini
- Plectrypops lima
- Priacanthus hamrur
- Priacanthus nasca
- Priolepis psygmophilia
- Pristilepis oligolepis
- Promethichthys prometheus
- Pseudocaranx dentex
- Pseudogramma australis
- Pseudolabrus fuentesi
- Pseudolabrus semifasciatus

## R
- Rexea antefurcata
- Rexea brevilineata
- Rhinopias cea[5]
- Ruvettus pretiosus

## S
- Sargocentron punctatissimum
- Sargocentron wilhelmi
- Schedophilus velaini
- Schindleria praematura
- Schismorhynchus labialis
- Scorpaena orgila
- Scorpaena pascuensis
- Scorpaenodes englerti
- Seriola lalandi
- Sphoeroides pachygaster
- Stegastes fasciolatus
- Synchiropus randalli[6]
- Synodus capricornis
- Synodus isolatus

## T
- Thalassoma lutescens
- Thalassoma purpureum
- Thamnaconus paschalis
- Thunnus alalunga
- Thunnus albacares
- Thunnus obesus
- Trachypoma macracanthus

## X
- Xanthichthys mento
- Xyrichtys koteamea[7]
- Xyrichtys woodi[8]